# Quilino
Quilino är en ort i Argentina.   Den ligger i provinsen Córdoba, i den centrala delen av landet, 800 km nordväst om huvudstaden Buenos Aires. Quilino ligger 398 meter över havet och antalet invånare är 4 534.
Terrängen runt Quilino är lite kuperad. Runt Quilino är det mycket glesbefolkat, med 6 invånare per kvadratkilometer.. Det finns inga andra samhällen i närheten.
Omgivningarna runt Quilino är i huvudsak ett öppet busklandskap.